# Lumpenus
Långebarnsläktet (Lumpenus) är ett släkte av fiskar som beskrevs av Reinhardt, 1836. Lumpenus ingår i familjen taggryggade fiskar.
Långebarnsläktet har en mycket långsträckt kropp och en lång, uteslutande taggstrålig ryggfena och en lång analfena.
I Svenska vatten förekommer Spetslångebarnet, som når in i Östersjön och upp i Bottniska viken, där den spelat en viktig roll som föda åt den på djupare vatten levande torsken.
Kladogram enligt Catalogue of Life och Dyntaxa:
| Lumpenus | \| \| Lumpenus fabricii \| \| \| \| \| \| spetslångebarn \| \| \| \| \| \| Lumpenus sagitta \| \| \| \| |
|          | \| \| Lumpenus fabricii \| \| \| \| \| \| spetslångebarn \| \| \| \| \| \| Lumpenus sagitta \| \| \| \| |
|          | Lumpenus fabricii                                                                                       |
|          | |
|          | spetslångebarn                                                                                          |
|          | |
|          | Lumpenus sagitta                                                                                        |
|          | |